# Менсдорф-Пули, Эммануэль
Граф Эммануэль Менсдорф-Пули (Пуилье; нем. Emmanuel Graf von Mensdorff-Pouilly; 1777—1852) — австрийский военный деятель, фельдмаршал-лейтенант; вице-губернатор крепости Майнц, а также почетный гражданин города Майнц.

## Биография
Происходил из лотарингского дворянства. Родители, Альберт-Луи де Пули (1731—1795) и Мария-Антуанетта, урождённая де Кюстин (1746—1800), эмигрировали с началом французской революции в пределы Габсбургов.
В 1793 году Эммануэль поступил на службу в австрийскую армию и принимал участие в качестве офицера в Наполеоновских войнах. Несколько раз был ранен; в 1799 году в битве при Фрауэнфельде он был так тяжело ранен в правую руку, которая после этого перестала действовать. Был участником и других сражений, в числе которых Битва при Заальфельде.

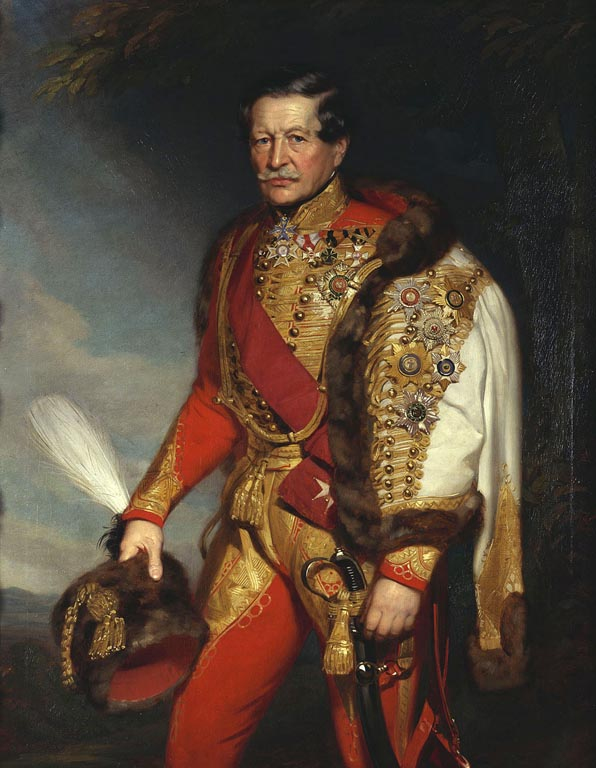
На портрете 1842 года

В войнах Пятой коалиции в 1809 году был удостоен звания подполковника. В 1810 году был полковником 3-го галицкого уланского полка имени эрцгерцога Карла Тешенского. Затем в чине генерал-майора командовал кавалерийской бригадой в Богемии. В 1824 году стал комендантом крепости города Майнц. С 1829 по 1834 годы был её вице-губернатором. В 1834 году он был удостоен звания почетного гражданина Майнца. После этого Менсдорф-Пули снова служил в Чехии, входил в состав гофкригсрата с 1840 года и в 1848 году вышел на пенсию.
Во время Австрийской революции 1848—1849 годов он был в качестве комиссара направлен в Прагу, где под командованием Альфреда Виндишгреца принимал участие в подавлении восстания.
После этого жил на западе Богемии в замке Прейтенштейн, который приобрёл в 1838 году. Этот замок оставался в собственности его потомков по 1945 год, когда эта территория была национализирована. Был награждён многими наградами, среди которых российский орден Святого Георгия 4-й степени (№ 2935; 12 мая 1814), Военный орден Марии Терезии и Военный орден Святого Генриха.

## Семья

Альфонс Менсдорф-Пули

Вступил 23 февраля 1804 года в морганатический брак с Софией, дочерью владетельного герцога Франца Саксен-Кобург-Заальфельдского. Она была старшей сестрой великой княгини Анны Фёдоровны, герцогини Виктории Кентской и первого короля Бельгии Леопольда. Этот брак и дал ему возможность сделать карьеру вплоть до маршальского жезла включительно. В 1818 году супругам был дарован титул графа и графини Менсдорф-Пуйи.
У них были сыновья Гуго Фердинанд (1806—1847), Альфонс (1810—1894), Альфред Карл (1812—1814), Александр (1813—1871), Леопольд Эммануил (1815—1832) и Артур Август (1817—1904).